# Cúp quốc gia Scotland 1987–88
Cúp quốc gia Scotland 1987–88 là mùa giải thứ 103 của giải đấu bóng đá loại trực tiếp uy tín nhất Scotland. Chức vô địch thuộc về Celtic khi đánh bại Dundee United trong trận Chung kết.

## Vòng Một
| Đội nhà              | Tỉ số | Đội khách          |
| -------------------- | ----- | ------------------ |
| Inverness Caledonian | 1 – 1 | East Stirlingshire |
| Albion Rovers        | 1 – 1 | St Johnstone       |
| Montrose             | 0 – 2 | Ayr United         |
| Stirling Albion      | 1 – 2 | Cowdenbeath        |
| Threave Rovers       | 0 – 6 | Stranraer          |
| Vale of Leithen      | 2 – 3 | Brechin City       |

### Đấu lại
| Đội nhà            | Tỉ số | Đội khách            |
| ------------------ | ----- | -------------------- |
| East Stirlingshire | 2 – 1 | Inverness Caledonian |
| St Johnstone       | 2 – 0 | Albion Rovers        |

## Vòng Hai
| Đội nhà         | Tỉ số | Đội khách               |
| --------------- | ----- | ----------------------- |
| Alloa Athletic  | 0 – 1 | Cowdenbeath             |
| Berwick Rangers | 0 – 1 | Brechin City            |
| Buckie Thistle  | 2 – 3 | East Stirlingshire      |
| Fraserburgh     | 2 – 5 | St Johnstone            |
| Gala Fairydean  | 3 – 0 | Civil Service Strollers |
| Queen's Park    | 2 – 3 | Ayr United              |
| Stenhousemuir   | 1 – 1 | Arbroath                |
| Stranraer       | 6 – 2 | Keith                   |

### Đấu lại
| Đội nhà  | Tỉ số | Đội khách     |
| -------- | ----- | ------------- |
| Arbroath | 1 – 1 | Stenhousemuir |

#### Đấu lại lần 2
| Đội nhà       | Tỉ số | Đội khách |
| ------------- | ----- | --------- |
| Stenhousemuir | 0 – 1 | Arbroath  |

## Vòng Ba
| Đội nhà              | Tỉ số | Đội khách          |
| -------------------- | ----- | ------------------ |
| Raith Rovers         | 0 – 0 | Rangers            |
| Forfar Athletic      | 1 – 1 | Partick Thistle    |
| Hamilton Academical  | 2 – 0 | Meadowbank Thistle |
| Arbroath             | 0 – 7 | Dundee United      |
| Celtic               | 1 – 0 | Stranraer          |
| Clyde                | 0 – 0 | Cowdenbeath        |
| Dumbarton            | 0 – 0 | Hibernian          |
| Dundee               | 0 – 0 | Brechin City       |
| Dunfermline Athletic | 1 – 1 | Ayr United         |
| East Fife            | 1 – 2 | Airdrieonians      |
| Falkirk              | 1 – 3 | Hearts             |
| Gala Fairydean       | 3 – 5 | East Stirlingshire |
| Motherwell           | 0 – 0 | Kilmarnock         |
| Queen of the South   | 1 – 2 | Greenock Morton    |
| St Johnstone         | 0 – 1 | Aberdeen           |
| St Mirren            | 0 – 3 | Clydebank          |

### Đấu lại
| Đội nhà         | Tỉ số | Đội khách            |
| --------------- | ----- | -------------------- |
| Partick Thistle | 3 – 0 | Forfar Athletic      |
| Rangers         | 4 – 1 | Raith Rovers         |
| Ayr United      | 0 – 2 | Dunfermline Athletic |
| Brechin City    | 0 – 3 | Dundee               |
| Cowdenbeath     | 0 – 1 | Clyde                |
| Kilmarnock      | 1 – 3 | Motherwell           |
| Hibernian       | 3 – 0 | Dumbarton            |

## Vòng Bốn
| Đội nhà              | Tỉ số | Đội khách       |
| -------------------- | ----- | --------------- |
| Celtic               | 0 – 0 | Hibernian       |
| Airdrieonians        | 0 – 2 | Dundee United   |
| Clydebank            | 2 – 2 | Partick Thistle |
| Dundee               | 2 – 0 | Motherwell      |
| Dunfermline Athletic | 2 – 0 | Rangers         |
| East Stirlingshire   | 2 – 3 | Clyde           |
| Hamilton Academical  | 0 – 2 | Aberdeen        |
| Hearts               | 2 – 0 | Greenock Morton |

### Đấu lại
| Đội nhà         | Tỉ số | Đội khách |
| --------------- | ----- | --------- |
| Partick Thistle | 4 – 1 | Clydebank |
| Hibernian       | 0 – 1 | Celtic    |

## Tứ kết
| Đội nhà         | Tỉ số | Đội khách            |
| --------------- | ----- | -------------------- |
| Aberdeen        | 5 – 0 | Clyde                |
| Dundee          | 0 – 0 | Dundee United        |
| Hearts          | 3 – 0 | Dunfermline Athletic |
| Partick Thistle | 0 – 3 | Celtic               |

### Đấu lại
| Đội nhà       | Tỉ số | Đội khách |
| ------------- | ----- | --------- |
| Dundee United | 2 – 2 | Dundee    |

#### Đấu lại lần 2
| Đội nhà | Tỉ số | Đội khách     |
| ------- | ----- | ------------- |
| Dundee  | 0 – 3 | Dundee United |

## Bán kết
| Celtic                    | 2 – 1 | Hearts          |
| ------------------------- | ----- | --------------- |
| Andy Walker · Mark McGhee |       | Brian Whittaker |

| Aberdeen | 0 – 0 | Dundee United |
| -------- | ----- | ------------- |
|          |       |               |

### Đấu lại
| Aberdeen | 1 – 1 | Dundee United    |
| -------- | ----- | ---------------- |
|          |       | Mixu Paatelainen |

#### Đấu lại lần 2
| Aberdeen | 0 – 1 | Dundee United |
| -------- | ----- | ------------- |
|          |       | Iain Ferguson |

## Chung kết
| Celtic          | 2 – 1 | Dundee United   |
| --------------- | ----- | --------------- |
| Frank McAvennie |       | Kevin Gallacher |